# Цофінген
Цофінген (нім. Zofingen) — місто  в Швейцарії в кантоні Ааргау, округ Цофінген.

## Географія
Місто розташоване на відстані близько 55 км на північний схід від Берна, 14 км на південний захід від Аарау.
Цофінген має площу 11,1 км², з яких на 33,2% дозволяється будівництво (житлове та будівництво доріг), 18,7% використовуються в сільськогосподарських цілях, 47,5% зайнято лісами, 0,6% не є продуктивними (річки, льодовики або гори).

## Демографія
2019 року в місті мешкало 11 861 особа (+9,8% порівняно з 2010 роком), іноземців було 19,9%. Густота населення становила 1070 осіб/км².
За віковим діапазоном населення розподілялося таким чином: 18,3% — особи молодші 20 років, 62% — особи у віці 20—64 років, 19,8% — особи у віці 65 років та старші. Було 5619 помешкань (у середньому 2,1 особи в помешканні).
Із загальної кількості 10 631 працюючого 77 було зайнятих в первинному секторі, 3369 — в обробній промисловості, 7185 — в галузі послуг.